# Storeria dekayi
La culebra parda de Kay (Storeria dekayi) es una especie de serpiente que pertenece a la familia Natricidae. Es nativa de Canadá, Estados Unidos, México, Guatemala, y Honduras. Está presente en una gran variedad de hábitats.

## Taxonomía
Se reconocen las siguientes subespecies:
- S. dekayi anomala (Dugès, 1888)
- S. dekayi dekayi (Holbrook, 1842)
- S. dekayi limnetes (Anderson, 1961)
- S. dekayi temporalineata (Trapido, 1944)
- S. dekayi texana (Trapido, 1944)
- S. dekayi tropica (Cope, 1885)
- S. dekayi victa Hay, 1885
- S. dekayi wrightorum (Trapido, 1944)